# فلیشا نیمیوآ آکرمن
فلیشا نیمیوآ آکرمن (انگلیسی: Felicia Nimue Ackerman؛ زادهٔ ۱۹۴۷) شاعر، فیلسوف، مؤلف و استاد فلسفه دانشگاه براون اهل ایالات متحده آمریکا است. وی یکی از نویسندگان پرکار «نامه به سردبیر» در نیویورک تایمز است.

## زندگی‌نامه
آکرمن، دختر ویلیس و راشل آکرمن، در سال ۱۹۴۷ در اوهایو به دنیا آمد.
او مدرک لیسانس خود را در سال ۱۹۶۸ با درجه بسیار عالی از دانشگاه کرنل دریافت کرد و سپس در سال ۱۹۷۶ مدرک پی‌اچ‌دی خود را از دانشگاه میشیگان دریافت کرد. او در مورد نامِ خود می‌نویسد: «فلیشا نیمیوآ یک نام کوچک دو بخشی همانند مری جین است، و من را با این نام دوبخشی صدا می‌کنند». او نام میانی خود را «نیمیوآ، بانوی دریاچه انتخاب کرد.» او توضیح می‌دهد که نامش را تغییر داده است «تا حدی به این دلیل که آن نام را دوست دارم و تا حدودی به دلیل زیبا بودن خودِ نام» و ادامه داد «من خودم این نام را برخی خودم انتخاب کردم. بالاخره، وقتی پدر و مادرت روی شما اسم می‌گذارند از چیزی آگاهی ندارند، زیرا شما را نمی‌شناسند!»
علایق پژوهشی آکرمن بر فلسفه ادبیات، اخلاق زیستی و روان‌شناسی اخلاقی متمرکز است. یکی از داستان‌های کوتاه او در سال ۱۹۹۰ برندهٔ جایزه او. هنری شد. وی مدت کوتاهی هم در سال ۱۹۸۵ استاد مدعو فلسفه با بورسیه فولبرایت در دانشگاه عبری اورشلیم بود.